# آنا كريمة
آنا كريمة (بالبلغارية: Анна Карима)‏ اسمها قبل الزواج تودورا فيلكوفا (1871-1949) كاتبة بلغارية، ومترجمة، ومحررة، وصحفية، وداعمة وناشطة في مجال الحقوق المدنية والانتخابية للمرأة، مؤسّسة الاتحاد النسائي البلغاري، وشغلت منصب رئيستها خلال الفترة من عام 1901 حتى 1906.
كانت آنة كريمة ابنة تاجر القمح تودور فيلكوف، وعملت كمدرّسة، وفي عام 1888 تزوجت الاشتراكي يانكو ساكازوف، وقد ظهرت لأول مرة وأصبحت كاتبة معروفة في عام 1891، وفي عام 1894 انتقلت مع عائلتها إلى صوفيا حيث أصبحت ناشطة في مجال الإصلاح المجتمعي، وفي عام 1897 أسّست جمعية سوزاني (وتعني الضمير)، وبدأت حملة لدعم حقوق المرأة في التعليم، ومن بين أهداف هذه الحملة أن تكون تُفتح أبواب جامعة صوفيا أمام النساء.
في عام 1899، أسّست مع جوليا مالينوفا جريدة بعنوان زينسكي غلاس (بمعنى صوت الأنثى)، وفي عام 1901 أسستا سويًا الاتحاد النسائي البلغاري، وكانت كريمة أول رئيسة لها، جمعت هذه المنظمة تحت كنفها 27 منظمة نسائية محلية اُسّست في بلغاريا منذ عام 1878، وكان تأسيسها ردًا على القيود المفروضة على تعليم المرأة، ووصولها إلى الدراسات الجامعية في التسعينيات من القرن التاسع عشر بهدف زيادة مشاركة المرأة في التطور الفكري، وقد نظّمت كريمة مجالسًا على مستوى وطني وكان منبرها جريدة زينسكي غلاس.
غادرت الاتحاد النسائي البلغاري في عام 1906، وأسست المنظمة التنافسية النسائية رافنوبرافي (وتعني المساواة في الحقوق) التي استمرت منذ عام 1908 حتى 1921، وجالت في البلاد لإلقاء محاضرات حول أهمية إجراء إصلاحات في مجال حقوق المرأة.
في عام 1918 افتتحت أول مركز للرعاية النهارية للأمهات العاملات في بلغاريا، ونُفيت كريمة من البلاد لأسباب سياسية منذ عام 1921 حتى عام 1928..